# Akcja Fruhwirth
Akcja Fruhwirth – zamach przeprowadzony 25 października 1943 roku na SS-Scharführera Engelberta Frühwirtha, która była częścią szeroko zakrojonej akcji eliminacji przedstawicieli niemieckiego, nazistowskiego aparatu terroru w tzw. akcji "Główki". Akcja odbyła się na ulicy Leszno przy rogu ulicy Rymarskiej.

## Opis

### Przygotowywania
Engelbert Frühwirth był wyróżniającym się okrutnością funkcjonariuszem personelu Pawiaka. Sąd KWP po zbadaniu wszystkich dowodów obciążających Frühwirtha podjął decyzję wydania wyroku śmierci na esesmana. Zadanie to powierzono oddziałowi „Agat" - Adamowi Borysowi  „Pługowi". Rozkaz rozpracowania Frühwirtha otrzymał niezawodny szef wywiadu  „Agatu" -Aleksander Kunicki „Rayski". On sam tak to wspomina:

(…) Sprawa była jeszcze prostsza niż w przypadku Bürkla, Kretschmanna czy Weffelsa. Po pierwsze bowiem w zakres obowiązków Frühwirtha wchodziło również przyjmowanie paczek dla więźniów. Czynił to w VII komisariacie granatowej policji przy ulicy Krochmalnej 56, z wyjątkową złośliwością szykanując tych, którzy te paczki podawali (...) Rodziny więźniów przynoszące paczki na Krochmalną znały więc Frühwirtha jak zły szeląg i to ogromnie ułatwiło mi jego identyfikację (…)

W rozpoznaniu uczestniczył zespół łączniczek-wywiadowczyń pod nadzorem „Rayskiego" składający się z: Zofii Stypułkowskiej „Kamy", Zofii Świerszcz „Zojdy" oraz Elżbiety Dziębowskiej "Dewajtis".

### Wykonawcy zamachu
Głównym wykonawcą i dowódcą akcji został pchor. Krystyn Strzelecki ps. „Zawał", który wyznaczył ze swojego II plutonu następujące osoby:
- Krystyn Strzelecki „Zawał" - dowódca akcji,
- Witold Juszczak „Kalina" - I wykonawca,
- Zbigniew Dąbrowski „Cyklon" (pocz. Henryk Zakrzewski „Kobza", jednak w wyniku zranienia w ostatecznym starciu nie wziął udziału) - II wykonawca,
- Stefan Kulik „Kos" - ubezpieczenie,
- Tadeusz Kostrzewski „Daniel" - ubezpieczenie,
- Ryszard Dulniak „Daniel" - szofer.

### Przebieg akcji
Pierwsze podejście do akcji miało miejsce 19 października 1943, jednak po dwóch godzinach oczekiwania cel się nie pojawił i została ona odwołana. 21 października znów podjęto próbę wykonania zamachu i podobnie jak dwa dni wcześniej Frühwirth nie odwiedził baru "Centralnego" - jego ulubionego miejsca odpoczynku. Następne wystawienie akcji podjęto 25 października. Tego dnia esesman ku rozczarowaniu konspirantów pojawił się obstawionym wozem konnym, a nie tak jak zwykle na pieszo i niespodziewanie skręcił w bramę na ulicy Leszno 1. Po żmudnym prawie półtoragodzinnym oczekiwaniu pod bramą wyszedł z niej Niemiec przypominający cel akcji. Pomimo braku pewności „Zawał" dał sygnał do rozpoczęcia zamachu. Biegnący za domniemanym Frühwirthem  „Kalina" i „Cyklon" nie zdołali go zidentyfikować, gdyż ostrzeżony przez towarzyszącą mu kobietę sięgnął po broń do kabury i aby uniknąć strzelaniny trzeba było szybko zareagować. Niemiec został zastrzelony. Pomimo szybkiej neutralizacji zagrożenia, nie uniknięto walki. Dwaj żołnierze z ulicy Orlej, dwojga żandarmów z ulicy Karmelickiej, jeden Niemiec spod baru i mieszkańcy pobliskiej kamienicy otworzyli ogień do zamachowców. „Kos" i „Daniel" z oddziału ubezpieczenia odpowiedzieli ostrzałem, po czym w przeciągu kilku sekund wszyscy uczestnicy znaleźli się w samochodzie, który placem Bankowym, Ogrodem Saskim i ulicą Królewską znaleźli się na ulicy Wielkiej. Cała akcja trwała 75 sekund.

### Skutki
Zabicie Frühwirtha nie powiodło się. Zamachowcy pomylili osoby i zamiast pierwotnego celu zastrzelili gestapowca SS-Scharführera Stephana Kleina, który był urzędnikiem referatu IV Urzędu Komendanta Policji Bezpieczeństwa i Służby Bezpieczeństwa Dystryktu Warszawskiego. Na nim również ciążył wyrok śmierci polskiego państwa podziemnego i figurował na liście osób do usunięcia w akcji "Główki". Odwetem za zamach było rozstrzelanie dzień po nim trzydziestu osób na ulicy Leszno 3.